# Eudasyphora pavlovskyi
Eudasyphora pavlovskyi är en tvåvingeart som först beskrevs av Zimin 1951.  Eudasyphora pavlovskyi ingår i släktet Eudasyphora och familjen husflugor. Inga underarter finns listade i Catalogue of Life.